# Kinjo Justin Toshiki
Justin Toshiki Kinjo (sinh ngày 22 tháng 2 năm 1997) là một cầu thủ bóng đá người Nhật Bản.

## Sự nghiệp câu lạc bộ
Justin Toshiki Kinjo đã từng chơi cho Thespakusatsu Gunma.